# ویلاورد (مادرید)
ویلاورد (به اسپانیایی: Villaverde) یک منطقهٔ مسکونی در اسپانیا است که در مادرید واقع شده‌است. ویلاورد ۲۰٫۲۹ کیلومتر مربع مساحت و ۱۲۶٬۸۰۲ نفر جمعیت دارد.